# Koritna
Koritna är en ort i Kroatien.   Den ligger i länet Baranja, i den östra delen av landet, 210 km öster om huvudstaden Zagreb. Koritna ligger 87 meter över havet och antalet invånare är 974.
Terrängen runt Koritna är platt. Runt Koritna är det glesbefolkat, med 14 invånare per kvadratkilometer. Närmaste större samhälle är Đakovo, 14,7 km sydväst om Koritna. Trakten runt Koritna består till största delen av jordbruksmark.